# Angola op de Olympische Zomerspelen 2020
Angola nam deel aan de Olympische Zomerspelen 2020 in Tokio, Japan. De selectie bestond uit 20 atleten, actief in 5 verschillende disciplines. De Angolese atleten wisten geen medailles te behalen.

## Atleten
Hieronder volgt een overzicht van de atleten die zich hebben verzekerd van deelname aan de Olympische Zomerspelen 2020.
| sport    | mannen | vrouwen | totaal |
| -------- | ------ | ------- | ------ |
| Atletiek | 1      | 0       | 1      |
| Handbal  | 0      | 14      | 14     |
| Judo     | 0      | 1       | 1      |
| Zeilen   | 2      | 0       | 2      |
| Zwemmen  | 1      | 1       | 2      |
| Totaal   | 4      | 16      | 20     |

## Sporten

### Atletiek
Mannen
Loopnummers
| atleet       | onderdeel | series | series | kwartfinale    | kwartfinale    | halve finale   | halve finale   | finale         | finale         |
| atleet       | onderdeel | tijd   | rang   | tijd           | rang           | tijd           | rang           | tijd           | rang           |
| ------------ | --------- | ------ | ------ | -------------- | -------------- | -------------- | -------------- | -------------- | -------------- |
| Aveni Miguel | 100 m     | DSQ    | DSQ    | niet geplaatst | niet geplaatst | niet geplaatst | niet geplaatst | niet geplaatst | niet geplaatst |

### Handbal
Vrouwen
| Olympiër | Onderdeel | Resultaat  | Prestatie |
| --- | --------- | ---------- | --------- |
| Marilia Quizelete Helena Paulo Natália Bernardo Albertina Kassoma Helena Sousa Natália Kamalandua Azenaide Carlos Teresa Almeida Wuta Dombaxe Stélvia Pascoal Magda Cazanga Juliana Machado Liliana Venâncio Isabel Guialo | Vrouwen   | groepsfase | zie onder |

| Groepsfase |            |             |             |             |             |            |            |            |        |
| #          | Land       | Wedstrijden | Wedstrijden | Wedstrijden | Wedstrijden | Doelpunten | Doelpunten | Doelpunten | Punten |
| #          | Land       | GW          | W           | G           | V           | V          | T          | Saldo      | Punten |
| 1          | Noorwegen  | 5           | 5           | 0           | 0           | 10         | 170        | 123        | +47    |
| 2          | Nederland  | 5           | 4           | 0           | 1           | 8          | 169        | 143        | +26    |
| 3          | Montenegro | 5           | 2           | 0           | 3           | 4          | 139        | 142        | -2     |
| 4          | Zuid-Korea | 5           | 1           | 1           | 3           | 3          | 147        | 165        | -18    |
| 5          | Angola     | 5           | 1           | 1           | 3           | 3          | 130        | 156        | -26    |
| 6          | Japan      | 5           | 1           | 0           | 4           | 2          | 124        | 150        | -26    |

| Ronde           | Datum | Lokale tijd | MEZT       | Land           | Score  | Land |  |
| --------------- | ----- | ----------- | ---------- | -------------- | ------ | ---- |  |
| Groepsfase      |       |             |            |                |        |      |  |
| 25 juli 2021    | 14:15 | 07:15       | Montenegro | 33 - 22        | Angola |      |  |
| 27 juli 2021    | 19:30 | 12:30       | Noorwegen  | 30 - 21        | Angola |      |  |
| 29 juli 2021    | 09:00 | 02:00       | Nederland  | 37 - 28        | Angola |      |  |
| 31 juli 2021    | 09:00 | 02:00       | Angola     | 28 - 25        | Japan  |      |  |
| 1 augustus 2021 | 09:00 | 02:00       | Zuid-Korea | 31 - 31        | Angola |      |  |
|                 |       |             |            |                |        |      |  |
| Kwartfinale     |       |             |            | niet geplaatst |        |      |  |
|                 |       |             |            |                |        |      |  |
| Halve finale    |       |             |            | niet geplaatst |        |      |  |
|                 |       |             |            |                |        |      |  |
| Finale          |       |             |            | niet geplaatst |        |      |  |

### Judo
Vrouwen
| atlete              | onderdeel | eerste ronde         | tweede ronde           | derde ronde          | kwartfinale          | halve finale         | herkansing           | finale / BM          | finale / BM    |
| atlete              | onderdeel | tegenstander uitslag | tegenstander uitslag   | tegenstander uitslag | tegenstander uitslag | tegenstander uitslag | tegenstander uitslag | tegenstander uitslag | rang           |
| ------------------- | --------- | -------------------- | ---------------------- | -------------------- | -------------------- | -------------------- | -------------------- | -------------------- | -------------- |
| Diassonema Mucungui | −57 kg    | n.v.t.               | Liparteliani V 000–100 | niet geplaatst       | niet geplaatst       | niet geplaatst       | niet geplaatst       | niet geplaatst       | niet geplaatst |

### Zeilen
Mannen
| atleet                        | onderdeel | race | race | race | race | race | race | race | race | race | race | race   | race   | race           | netto punten | eindnotering |
| atleet                        | onderdeel | 1    | 2    | 3    | 4    | 5    | 6    | 7    | 8    | 9    | 10   | 11     | 12     | M              | netto punten | eindnotering |
| ----------------------------- | --------- | ---- | ---- | ---- | ---- | ---- | ---- | ---- | ---- | ---- | ---- | ------ | ------ | -------------- | ------------ | ------------ |
| Paixão Afonso Matias Montinho | 470       | DNF  | 18   | 19   | 18   | 19   | 18   | 18   | 19   | 19   | 19   | n.v.t. | n.v.t. | niet geplaatst | 167          | 19           |

### Zwemmen
Mannen
| atleet         | onderdeel         | series | series | halve finale   | halve finale   | finale         | finale         |
| atleet         | onderdeel         | tijd   | rang   | tijd           | rang           | tijd           | rang           |
| -------------- | ----------------- | ------ | ------ | -------------- | -------------- | -------------- | -------------- |
| Salvador Gordo | 100 m vlinderslag | 55,96  | 54     | niet geplaatst | niet geplaatst | niet geplaatst | niet geplaatst |

Vrouwen
| atlete         | onderdeel        | series | series | halve finale   | halve finale   | finale         | finale         |
| atlete         | onderdeel        | tijd   | rang   | tijd           | rang           | tijd           | rang           |
| -------------- | ---------------- | ------ | ------ | -------------- | -------------- | -------------- | -------------- |
| Caterina Sousa | 100 m vrije slag | 59,35  | 47     | niet geplaatst | niet geplaatst | niet geplaatst | niet geplaatst |